# Baignes
Baignes ist eine Gemeinde im französischen Département Haute-Saône in der Region Bourgogne-Franche-Comté.

## Geographie
Baignes liegt auf einer Höhe von 222 m über dem Meeresspiegel, etwa neun Kilometer südwestlich von Vesoul (Luftlinie). Das Dorf erstreckt sich im zentralen Teil des Departements, in einem Talkessel an der Quelle der Baignotte, am Westfuß der Höhen, die sich zwischen den Flusstälern von Saône und Ognon erheben.
Die Fläche des 2,87 km² großen Gemeindegebiets umfasst einen Abschnitt im Bereich des oberen Saônebeckens. Der zentrale Teil des Gebietes wird vom Talkessel der Baignotte eingenommen, die hier entspringt und für die Entwässerung nach Norden zum Durgeon sorgt. Nach Westen und Südwesten reicht der Gemeindeboden auf das Plateau des oberen Saônebeckens, das auf durchschnittlich 250 m liegt. Es wird landwirtschaftlich genutzt, zeigt aber auch einige Waldflächen. Mit einem schmalen Streifen erstreckt sich das Gemeindeareal nach Südosten über einen bewaldeten Hang bis auf den angrenzenden Höhenzug der Côte d'Andelarre, der zum Hügelgebiet zwischen Saône und Ognon gehört. Er besteht aus Kalksedimenten der mittleren Jurazeit. Mit 378 m wird auf der Kuppe des Bois Monsieur die höchste Erhebung von Baignes erreicht.
Nachbargemeinden von Baignes sind Clans im Norden, Velle-le-Châtel im Osten, Mailley-et-Chazelot und Rosey im Süden sowie Raze im Westen.

## Geschichte
Der Ortsname von Baignes geht auf ein seit alters her genutztes Heilbad an der Source de la Font zurück. Im Mittelalter gehörte das Dorf zur Freigrafschaft Burgund und darin zum Gebiet des Bailliage d’Amont. Seit 1390 ist die lokale Adelsfamilie von Baignes erwähnt. Zusammen mit der Franche-Comté gelangte Baignes mit dem Frieden von Nimwegen 1678 definitiv an Frankreich. Im 16. Jahrhundert wurden ein Schmiedewerk und ein Hochofen errichtet, der die Wasserkraft der Baignotte nutzte. Das Eisenwerk wurde 1890 in eine Gießerei umgewandelt, welche den Betrieb 1960 einstellte. Heute ist Baignes Mitglied des 22 Ortschaften umfassenden Gemeindeverbandes Communauté de communes des Combes.

## Sehenswürdigkeiten
Sehenswert sind die Anlagen des ehemaligen Eisenwerks im Stil der Architektur aus dem Zeitalter der industriellen Revolution im späten 18. Jahrhundert, darunter Lagerhallen, Arbeiterhäuser, Pferdeställe, eine Orangerie und ein Taubenhaus. Die Anlage ist als Monument historique klassifiziert.

## Bevölkerung
| Jahr                       | 1962 | 1968 | 1975 | 1982 | 1990 | 1999 | 2006 | 2010 | 2015 | 2022 |
| Einwohner                  | 93   | 113  | 91   | 96   | 112  | 93   | 99   | 86   | 95   | 99   |
| Quellen: Cassini und INSEE |      |      |      |      |      |      |      |      |      |      |

Mit 99 Einwohnern (2022) gehört Baignes zu den kleinsten Gemeinden des Département Haute-Saône. Nachdem die Einwohnerzahl in der ersten Hälfte des 20. Jahrhunderts deutlich abgenommen hatte (1886 wurden noch 292 Personen gezählt), wurden seit Beginn der 1960er Jahre nur noch geringe Schwankungen verzeichnet.

## Wirtschaft und Infrastruktur
Baignes war seit Beginn des industriellen Zeitalters durch das Eisenwerk und die nachfolgende Gießerei geprägt. Heute gibt es einige Landwirtschaftsbetriebe und einzelne Betriebe des lokalen Kleingewerbes. In den letzten Jahrzehnten hat sich das Dorf zu einer Wohngemeinde gewandelt. Viele Erwerbstätige sind deshalb Wegpendler, die in der Agglomeration Vesoul ihrer Arbeit nachgehen.
Der Ort liegt abseits der größeren Durchgangsachsen an einer Departementsstraße, die von Velle-le-Châtel nach Rosey führt.